# محطة قطار بيسان
محطة قطار بيسان (بالعبرية: תחנת הרכבת ביסאן) هي واحدة من ثماني محطات قطار أصلية تقع على سكة حديد مرج ابن عامر التاريخية. وهي مقامة عند مدخل  بيسان الشمالي.
تأسست محطة قطار بيسان في عام 1904 في عهد الدولة العثمانية وبأمر من السلطان السلطان عبد الحميد الثاني. وكانت على خط سكة حديد حيفا – درعا وقد اكتمل هذا الخط في عام 1905.
أُعلن عن مبنى المحطة موقعا تراثيا من قبل "مجلس الحفاظ على المواقع التراثية في إسرائيل"، وفي عام 2014 بدأت أعمال ترميم المحطة بالإضافة إلى إنشاء منتزه سياحي في المكان يتضمن مسارات للدراجات الهوائية. جرت الأعمال على يد مجلس الحفاظ على المواقع بتمويل من شركة نتيفي يسرائيل. جرت هذه الأعمال بالتزامن مع بناء محطة قطار بيت شان على بعد حوالي 300 متر إلى الغرب المحطة التاريخية.

## معرض صور

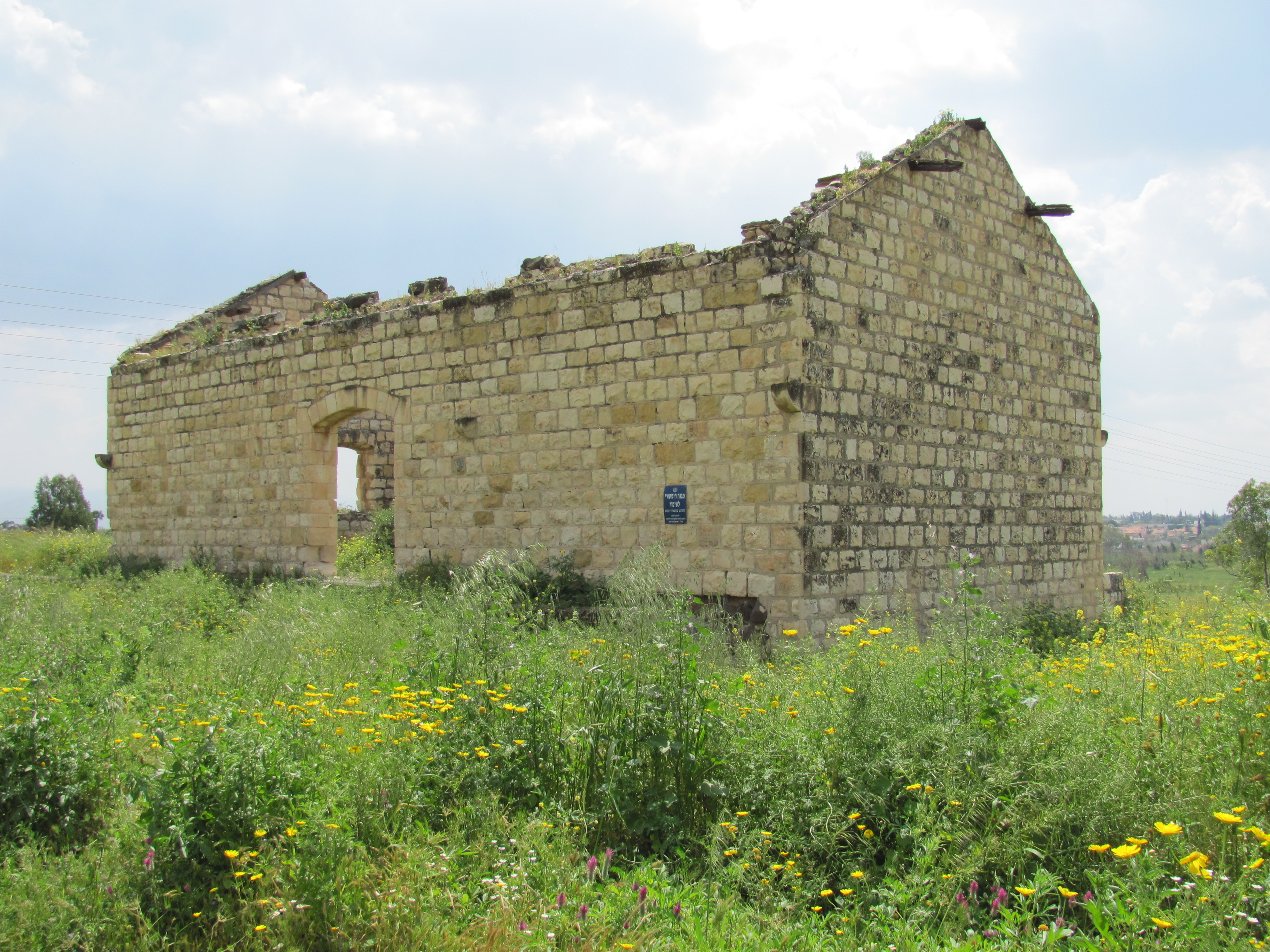
محطة قطار بيسان في 2009
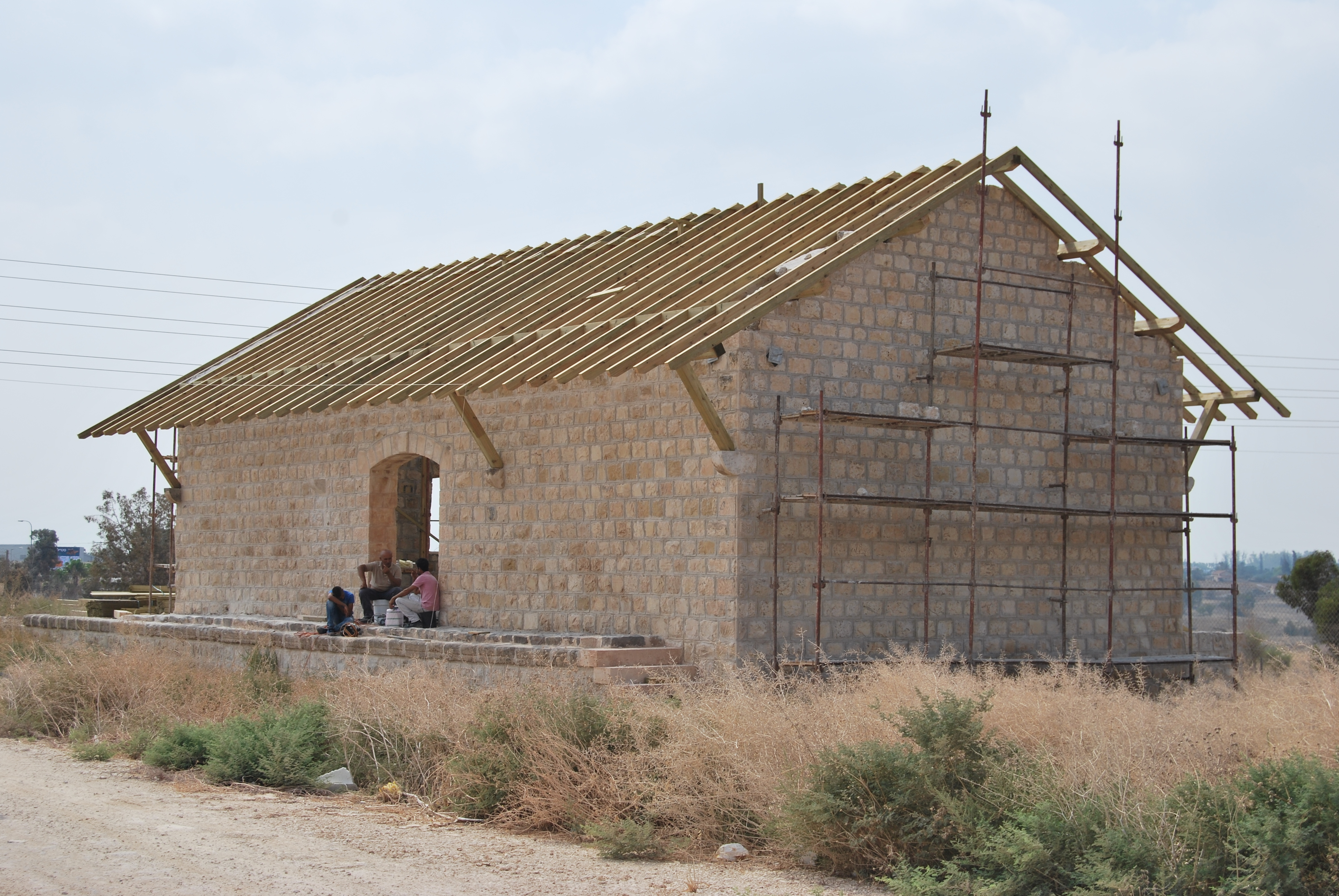
محطة قطار بيسان أثناء أعمال الترميم في أغسطس 2014